# Cicibór Duży
Cicibór Duży – wieś w Polsce położona w województwie lubelskim, w powiecie bialskim, w gminie Biała Podlaska. Leży nad rzeką Klukówką (dopływem Krzny), dawniej nazywana Cicibor lub Ciciborek. 
Wieś magnacka położona była w końcu XVIII wieku w hrabstwie bialskim w powiecie brzeskolitewskim województwa brzeskolitewskiego. W latach 1954–1972 wieś należała i była siedzibą władz gromady Cicibór Duży. W latach 1975–1998 miejscowość administracyjnie należała do województwa bialskopodlaskiego. 
W 1921 roku wieś liczyła 238 mieszkańców, wszyscy byli Polakami. 237 mieszkańców wyznawało rzymski katolicyzm, a 1 osoba była prawosławna. 
Wieś jest sołectwem w gminie Biała Podlaska. Według Narodowego Spisu Powszechnego z roku 2011 wieś liczyła 559` mieszkańców i była piątą co do wielkości miejscowością gminy .
Od 1957 roku funkcjonuje tu Stacja Doświadczalna Oceny Odmian (SDOO). W latach 60. XX wieku wieś spopularyzował na całą Polskę Kazimierz Grześkowiak piosenką Panny z Cicibora.
Wierni Kościoła rzymskokatolickiego należą do parafii św. Ojca Pio w Rakowiskach.

## Zabytki
Według rejestru zabytków Narodowego Instytutu Dziedzictwa na listę zabytków wpisane są obiekty:
- cerkiew unicka, obecnie kaplica rzymskokatolicka pw. św. Anny z roku 1655, nr rej.: A-187 z 3.10.1990
- cmentarz unicki, początek XIX, nr rej.: A-223 z 21.05.1993.